# Eriksfält
Eriksfält is een deelgebied (Delområde) in het stadsdeel Fosie van de Zweedse stad Malmö. De wijk telt 1.220 inwoners (2013) en heeft een oppervlakte van 0,37 km². Eriksfält bestaat voornamelijk uit villa's en herenhuizen, waarvan de meeste afkomstig zijn uit omstreeks 1900. Het gebied behoorde oorspronkelijk tot Kulladal, wat onderdeel was van de landelijke gemeente Fosie.
Tussen de hoogbouw is een park met speeltoestellen te vinden. In het stadsdeel ligt aan de Eriksfält de Holy Trinity Church, die in 1939 is gewijd. In het omliggende gebied zijn diverse winkels aanwezig. In het midden van het park is een middelbare school te vinden. De wijk kent ook zijn eigen voetbalteam, wat de naam Eriksfälts FF draagt.

## Galerij

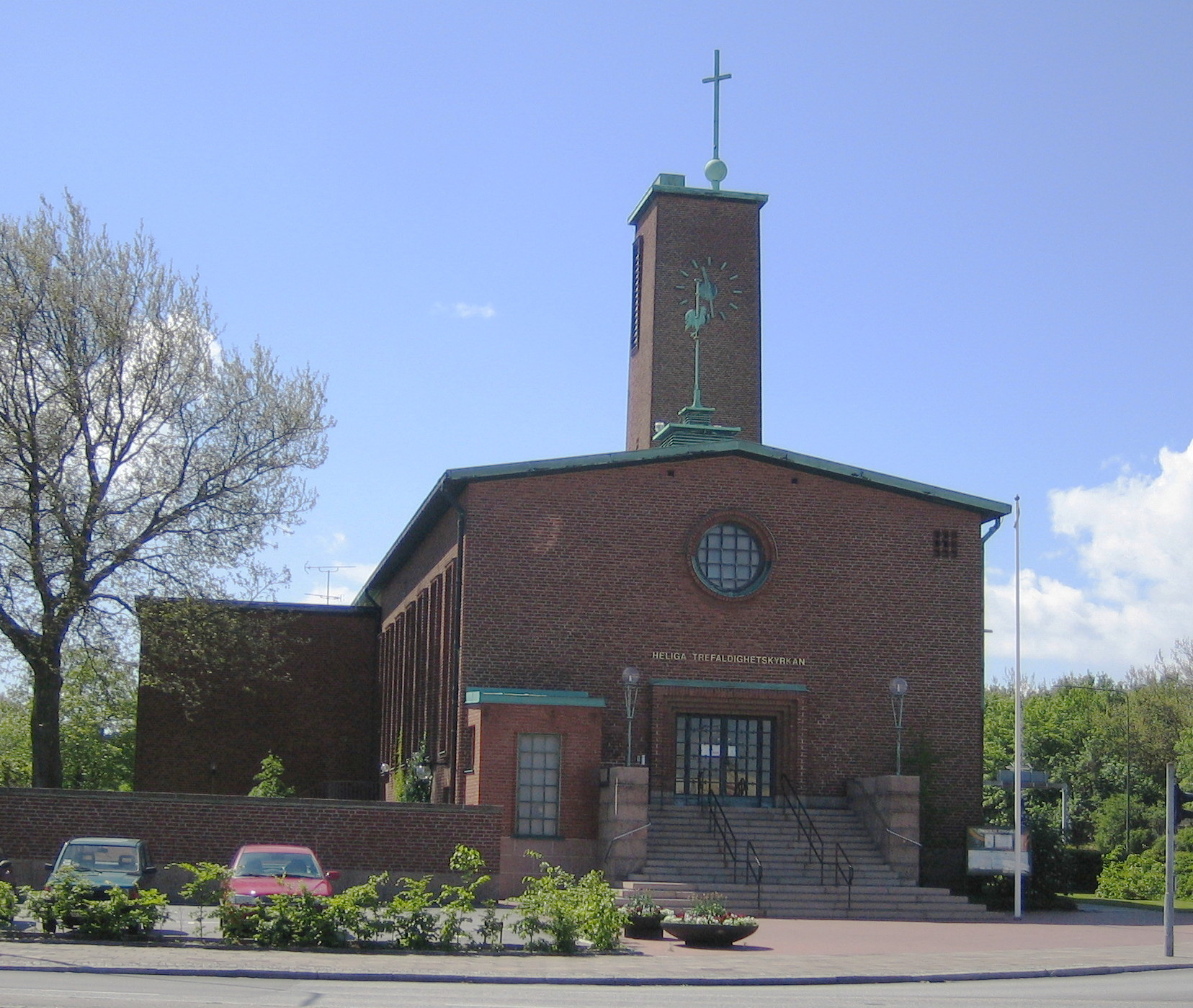
Kerk